# Merckeghem
Merckeghem é uma comuna francesa na região administrativa de Altos da França, no departamento do Norte. Estende-se por uma área de 10.73 km². Em 2010 a comuna tinha 611 habitantes (densidade: 56,9 hab./km²).